# Zura Karuhimbi
 (avril 2023).
La mise en forme du texte ne suit pas les recommandations de Wikipédia : il faut le « wikifier ».
Les points d'amélioration suivants sont les cas les plus fréquents. Le détail des points à revoir est peut-être précisé sur la page de discussion.
- Les titres sont pré-formatés par le logiciel. Ils ne sont ni en capitales, ni en gras.
- Le texte ne doit pas être écrit en capitales (les noms de famille non plus), ni en gras, ni en italique, ni en « petit »…
- Le gras n'est utilisé que pour surligner le titre de l'article dans l'introduction, une seule fois.
- L'italique est rarement utilisé : mots en langue étrangère, titres d'œuvres, noms de bateaux, etc.
- Les citations ne sont pas en italique mais en corps de texte normal. Elles sont entourées par des guillemets français : « et ».
- Les listes à puces sont à éviter, des paragraphes rédigés étant largement préférés. Les tableaux sont à réserver à la présentation de données structurées (résultats, etc.).
- Les appels de note de bas de page (petits chiffres en exposant, introduits par l'outil «  Source ») sont à placer entre la fin de phrase et le point final[comme ça].
- Les liens internes (vers d'autres articles de Wikipédia) sont à choisir avec parcimonie. Créez des liens vers des articles approfondissant le sujet. Les termes génériques sans rapport avec le sujet sont à éviter, ainsi que les répétitions de liens vers un même terme.
- Les liens externes sont à placer uniquement dans une section « Liens externes », à la fin de l'article. Ces liens sont à choisir avec parcimonie suivant les règles définies. Si un lien sert de source à l'article, son insertion dans le texte est à faire par les notes de bas de page.
- La présentation des références doit suivre les conventions bibliographiques. Il est recommandé d'utiliser les modèles {{Ouvrage}}, {{Chapitre}}, {{Article}}, {{Lien web}} et/ou {{Bibliographie}}. Le mode d'édition visuel peut mettre en forme automatiquement les références.
- Insérer une infobox (cadre d'informations à droite) n'est pas obligatoire pour parachever la mise en page.

Pour une aide détaillée, merci de consulter Aide:Wikification.
Si vous pensez que ces points ont été résolus, vous pouvez retirer ce bandeau et améliorer la mise en forme d'un autre article.
 (avril 2023).
 (avril 2023).
Le contenu est difficilement compréhensible vu les erreurs de traduction, qui sont peut-être dues à l'utilisation d'un logiciel de traduction automatique.
Zura Karuhimbi, née vers 1925 et morte le 17 décembre 2018, est une rwandaise qui a sauvé plus de 100 personnes en passe d'être tuées par des milices hutu lors du génocide des Tutsis au Rwanda. Guérisseuse traditionnelle, elle a caché les réfugiés dans sa maison et a dissuadé les assaillants en se faisant passer pour une sorcière, son rôle a été reconnu en 2006 par l'attribution de la Médaille de la campagne contre le génocide par le président Rwandais Paul Kagame.

## Jeunesse
La date de naissance de Karuhimbi n'est pas connue, certaines source indiquent qu'elle est née vers 1909, mais on pense qu'elle est née vers 1925, date indiquée sur sa carte d'identité nationale,. Sa famille était composée de guérisseurs traditionnels du village de Musamo, dans le District de Ruhango, à environ une heure de route de la capitale nationale Kigali,. Karuhimbi est également devenue un guérisseusse et a acquis la réputation d'avoir des pouvoirs magiques,. Pendant la révolution rwandaise, elle est témoin de violences entre la minorité dirigeante tutsi et la tribu hutu plus nombreuses. Elle a ensuite affirmé qu'en 1959, elle avait sauvé la vie d'un garçon tutsi de deux ans en attachant des perles de son collier de ses cheveux afin qu'il puisse se faire passer pour une fille et échapper à l'exécution par les Hutu. Elle a affirmé que le garçon avait grandi pour devenir le président Rwanda Paul Kagame.

## génocide de 1994
Au moment du génocide des Tutsis au Rwanda de 1994, résurgence de la violence tribale qui tua plus de 800 000 personnes, elle est une veuve âgée. Elle a aidé des Tutsi ainsi que des Burundais et trois Européens à se cacher des milices Hutu itinérantes. Zura Karuhimbi a caché les réfugiés dans sa maison de deux pièces et peut-être dans un trou dans ses champs. En tout, elle a sauvé plus de 100 personnes, y compris des bébés qu'elle a sauvé des bras de leurs mères décédées.
Pour dissuader les milices Hutus, elle a cultivé la réputation d'être possédée par des esprits maléfiques. Pour conserver ses apparences de sorcière, elle s'est peinte elle même ainsi sa maison avec les herbes naturelles qui au toucher, agissaient comme un irritant,. Elle a affirmé que, sa maison était habitée par des fantômes et affirmait que ceux qui tentaient d'entrer libèrent les mauvais esprits, ainsi que la colère de Dieu sur eux-mêmes,. Elle a souligné ses avertissements en faisant tinter ses bras chargés de bracelets et en proférant que si des réfugiés étaient tués à l'intérieur de sa maison, les meurtriers, creuseraient leurs propres tombes La milice a tenté de la soudoyer pour leur permettre d'accéder à son domicile, mais elle a refusé. Tous ceux qui se sont abrités chez elle ont survécu au génocide.

## La vie après

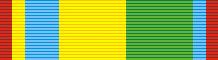
Ruban de la Médaille de la campagne contre le génocide

Après le génocide, Zura Karuhimbi a déclaré qu'elle était chrétienne et que ses activités de sorcellerie n'étaient qu'un moyen de dissuader les attaques. En 2006, elle reçoit la Médaille de la campagne contre la génocide du Rwanda des mains du président Paul Kagame. Elle a ensuite porté la médaille à tout moment, la plaçant sous son oreiller pendant qu'elle dormait. Dans ses dernières années, elle a continué à vivre dans la même maison qu'elle avait utilisée pour abriter les réfugiés, bien qu'elle se soit effondrée avec l'âge. Misérable, elle est prise en charge une nièce. Elle meurt chez elle le 17 décembre 2018.